# Halal
Halal (حلال, ḥalāl, halaal) je izraz iz arabskega jezika, ki pomeni »dovoljeno« oziroma »čisto«, nanaša pa se na obnašanje, komunikacijo, oblačila in živila, ki jih islamsko pravo dovoljuje ali dopušča. Njeno nasprotje je haram (prepovedano).

## Prehrana
Beseda halal se najpogosteje uporablja v zvezi z živili oziroma prehrano, ki jo predpisuje koran in sune.
Koran prepoveduje mrhovino, kri, meso svinje, meso katerekoli živali, ki je bila posvečena drugemu bogu kot Alahu, meso živali, ki je bila ubita z davljenjem ali silnim udarcem, padcem na glavo, sestradana do smrti, delno požrta od druge živali ali žrtvovana na oltarju. Po koranu je prepovedano tudi uživanje alkoholnih pijač.
Seznam prepovedanih živil:
- Svinjina in vsi proizvodi, ki vsebujejo svinjsko meso ali drobovino (npr. želatina),
- kri,
- živali žrtvovane s kakršnim koli drugim namenom, kot je čaščenje Alaha,
- mrhovina,
- predatorji oziroma mesojede (karnivore) živali (z izjemo rib),
- vsa omamna sredstva, še posebej alkohol.

Suniti ribe štejejo med halal živila, nekateri šiiti pa jih ne uživajo. Hanafska šola prepoveduje tudi rake, škampe, školjke ipd. Večina muslimanov ne uživa nobene dvoživke. Žabe so povsod haraam (prepovedano) živilo.

## Zakoni
Neke islamske oblasti pravijo da je meso lahko halal samo če je žival zaklana bez omamljanja, druge islamske oblasti pravijo da je omamljanje dovoljeno. Klanje bez omamljanja je v nekaterih evropskih državah prepovedano. Od 2012 je v Sloveniji prepovedano obredno klanje.